# Nexilosus latifrons
Nexilosus latifrons (Tschudi, 1846) è un pesce osseo appartenente alla famiglia Pomacentridae, unico membro del genere Nexilosus.

## Distribuzione e habitat
La specie è diffusa nell'Oceano Pacifico orientale lungo le coste sudamericane tra il Perù e il nord del Cile nonché alle isole Galápagos.
Vive nei pressi di fondi rocciosi costieri fino a una profondità di 10 metri. 

## Descrizione
Il corpo è alto come negli Abudefduf a cui assomiglia. La pinna dorsale ha 13 raggi spiniformi mentre la pinna anale ne ha 2. La colorazione dell'adulto è brunastra con riflessi metallici sui fianchi e bordo delle scaglie scuro. Al centro del fianco è presente una macchia giallastra di forma allungata e disposta verticalmente. I giovanili sono scuri cosparsi di puntini blu e con i bordi delle pinne dello stesso colore.
Raggiunge i 30 cm di lunghezza ed è uno dei Pomacentridae di più grandi dimensioni.

## Biologia
Poco nota.

### Alimentazione
Si nutre di alghe bentoniche e di invertebrati sessili come cirripedi, brachiopodi e molluschi bivalvi.

### Riproduzione
È una specie ovipara, le uova aderiscono al fondale e vengono sorvegliate dal maschio.

## Conservazione
Questa specie non è comune ma non sembra subire impatti diretti da parte delle attività umane. La consistenza delle popolazioni è ignota. L'evento di El Niño del 1997/98 sembra aver causato una rarefazione della specie alle Galàpagos. In ogni caso non ci sono indizi di una rarefazione globale della specie e la Lista rossa IUCN la classifica come "a rischio minimo".